# Кипар на Зимским олимпијским играма 1988.
Кипру је ово било треће учешће на Зимским олимпијским играма. Кипарску делегацију, у Калгарију 1988. Канада представљало је троје такмичара (2 мушкарца и 1 жена) који су се такмичилу у пет дисциплина алпског скијања.
Кипарски олимпијски тим је остао у групи земаља које нису освојиле ниједну медаљу.
Заставу Кипра на свечаном отварању и затварању Олимпијских игара 1988. носила је такмичарка Каролина Фатиоду.

## Учесници по спортовима
| Спорт          | Мушкарци | Жене | Укупно |
| -------------- | -------- | ---- | ------ |
| Алпско скијање | 2        | 1    | 3      |
| Укупно(1)      | 2        | 1    | 3      |

## Резултати

### Алпско скијање
Жене
| Такмичар         | Дисциплина | Трка 1  | Трка 1 | Трка 2  | Трка 2 | Укупнп  | Укупнп       | Детаљи |
| Такмичар         | Дисциплина | Време   | Поз.   | Време   | Поз.   | Време   | Поз. (учес)  | Детаљи |
| ---------------- | ---------- | ------- | ------ | ------- | ------ | ------- | ------------ | ------ |
| Каролина Фатиоду | велеслалом | 1:19,02 | 43     | 1:25,56 | 27     | 2:44,58 | 27 / 29 (64) |        |
| Каролина Фатиоду | слалом     | 1:07,36 | 38     | 1:07,56 | 26     | 2:14,92 | 26 / 28 (57) |        |

Мушкарци
| Такмичар            | Дисциплина      | Трка 1                  | Трка 1                  | Трка 2                  | Трка 2                  | Укупнп                  | Укупнп                  | Детаљи |
| Такмичар            | Дисциплина      | Време                   | Поз.                    | Време                   | Поз.                    | Време                   | Поз. (учес)             | Детаљи |
| ------------------- | --------------- | ----------------------- | ----------------------- | ----------------------- | ----------------------- | ----------------------- | ----------------------- | ------ |
| Алексис Фотијадис   | супервелеслалом |                         |                         |                         |                         | „није завршио трку“     | „није завршио трку“     |        |
| Сократис Аристодиму | супервелеслалом |                         |                         |                         |                         | 2:03,10                 | 48 / 57 (121)           |        |
| Алексис Фотијадис   | велеслалом      | 1:23,17                 | 68                      | 1:20,45                 | = 58                    | 2:43,62                 | 58 / 69 (115)           |        |
| Сократис Аристодиму | велеслалом      | 1:20,54                 | 64                      | 1:16.53                 | 53                      | 2:37,07                 | 54 / / 69 (115)         |        |
| Алексис Фотијадис   | слалом          | „није завршио 1. вужњу“ | „није завршио 1. вужњу“ | „није завршио 1. вужњу“ | „није завршио 1. вужњу“ | „није завршио 1. вужњу“ | „није завршио 1. вужњу“ |        |
| Сократис Аристодиму | слалом          | 1:11,48                 | 46                      | 1:04,62                 | 35                      | 2:16,10                 | 32 / 54 (109)           |        |